# Fimbristylis sericea
Fimbristylis sericea là loài thực vật có hoa trong họ Cói. Loài này được (Poir.) R.Br. mô tả khoa học đầu tiên năm 1810.